# Сікалов Валерій Іванович
Валерій Іванович Сікалов (24 липня 1959, місто Горлівка, тепер Донецької області — 30 липня 2013) — український діяч, електрослюсар Горлівського підприємства з постачання металопродукції фірми «Донецькметалопостачзбут» Донецької області. Народний депутат України 2-го скликання.

## Біографія
З 1976 року навчався в Ізмаїльській мореплавній школі Одеської області, матрос-легководолаз.
У 1977 році — матрос-моторист на суднах Дунайського пароплавства.
У 1977—1980 роках — служба на Балтійському флоті Військово-Морського флоту СРСР.
У 1980—1985 роках працював на суднах закордонного плавання Дунайського і Азовського пароплавств. Член КПРС.
У 1985—1989 роках — електромонтер Горлівського міського вузла зв'язку Донецької області. У 1989—1992 роках працював у будівельному кооперативі.
З 1992 року — електрослюсар Горлівського підприємства з постачання металопродукції фірми «Донецькметалопостачзбут» Донецької області. Член КПУ.
Народний депутат України 2-го демократичного скликання з .04.1994 (2-й тур) до .04.1998, Горлівський-Микитівський виборчий округ № 119, Донецька область. Член Комісії з прав людини, національних меншин і міжнаціональних відносин. Член депутатської фракції комуністів.
Закінчив Національну юридичну академію імені Ярослава Мудрого, юрист